# Pijp (brugtype)

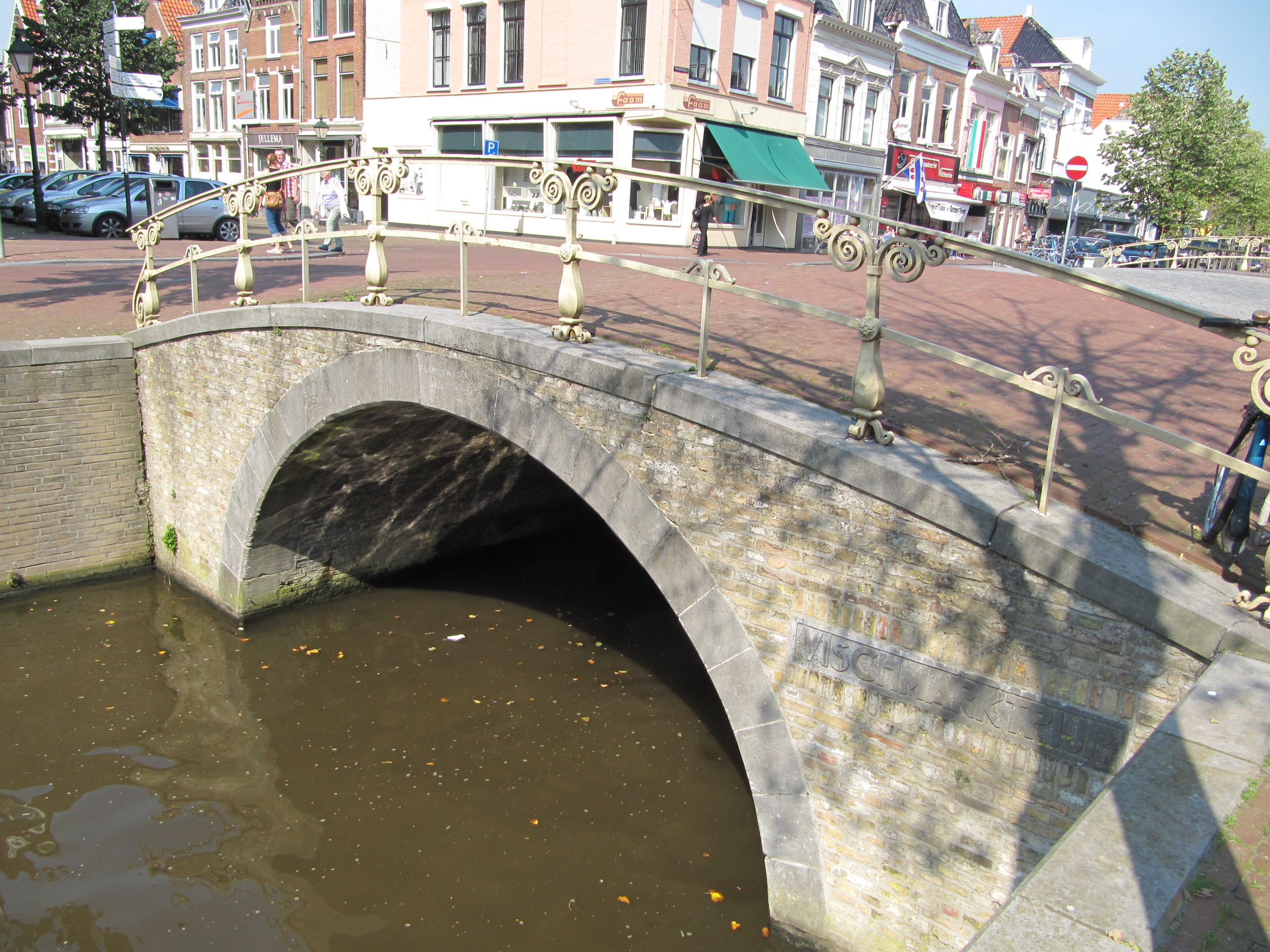
De Vischmarktpijp over Voorstreek in Leeuwarden

Een pijp is een halfronde, meestal gemetselde, lage brug.
De naam is vaak terug te vinden in de namen van bruggen, zoals de Paardepijp en de Lange Pijp in Leeuwarden. In Groningen heette de Kijk in 't Jatbrug de Jatpijp. Vlak bij de Kijk in 't Jatstraat liggen de Ebbingestraat en het Boterdiep, die een verbindingsstraatje hebben dat Pijpstraat heet, genoemd naar de pijp in het Boterdiep.
Over de Goddeloze Singel in Veenwouden ligt de Schele pijp.

## Watergang
Ook smalle watergangen heten soms ook Pijp of Piepke, zoals de andere naam van de Lek bij Leek luidt. In zo'n water is (was) vaak een smalle brug te vinden, zodat de aanduiding van de brug is overgegaan naar het water.
Ook de Amsterdamse wijk De Pijp is genoemd naar zo'n water (eigenlijk meerdere watertjes) met die naam.